# Politopo monoestático
En geometría, un politopo monoestático (o poliedro uniestable) es un d-politopo homogéneo que permanece estable  apoyado únicamente sobre una de sus caras. Estos sólidos fueron descritos en 1969 por J.H. Conway, M. Goldberg y R. K. Guy. El politopo monoestático en 3 dimensiones que construyeron tiene 19 caras. En 2012, Andras Bezdek descubrió una solución de 18 caras, y en 2014, Alex Reshetov publicó la descripción de un objeto de este tipo con tan solo 14 caras.

## Definición
Un politopo se llama monoestático, si posee un interior homogéneo, y si solo es estable cuando está apoyado sobre una única de sus facetas. Análogamente, un politopo es monoestático si su centroide (centro de masas) tiene su proyección en el interior de una única de sus facetas.

## Propiedades
- Ningún polígono convexo en el plano es monoestático. Esto fue demostrado por V. Arnold a través de la reducción al teorema de los cuatro vértices.
- No existen símplexes monoestáticos de dimensión 8 o menor. En dimensión 3, la demostración se debe a Conway. En dimensiones hasta 6, fue R.J.M. Dawson quien lo comprobó. Las dimensiones 7 y 8 fueron descartadas por R.J.M. Dawson, W. Finbow y P. Mak.
- R.J.M. Dawson demostró que existen símplexes monoestáticos en dimensiones 10 y superiores.